# Asdrubale Giscone
Asdrubale Giscone (... – 202 a.C.) è stato un generale e condottiero cartaginese, che combatté contro Roma nell'Iberia (Hispania) e nel Nord Africa durante la seconda guerra punica.
Da non confondere con Asdrubale Barca, fratello di Annibale. Il forse fratello di Asdrubale Giscone, Amilcare, fu sconfitto da Tiberio Sempronio Longo.

## Biografia
Venne mandato in Iberia con un esercito per aiutare Asdrubale Barca nella battaglia di Dertosa della primavera del 215 a.C.. Arrivò in Iberia nel 214 a.C. e il suo arrivò pose fine al comando assoluto della famiglia dei Barcidi qui. Si scontrò con i due fratelli Scipioni non molto distante da Castrum Album (Alicante).
Nel 212 a.C., i due comandanti romani in Iberia, Publio Cornelio Scipione e Gneo Cornelio Scipione Calvo, decisero di lanciare un'offensiva. Publio Scipione dimostrò di voler sfidare l'esercito cartaginese comandato da Asdrubale e da Magone Barca, che fu aiutato nello scontro dalla cavalleria numida comandata da Massinissa.
Nella battaglia vicino Castulo i romani furono sconfitti e Publio Scipione ucciso. Subito dopo questa vittoria Asdrubale unì il proprio esercito con quello di Asdrubale Barca, formando un'enorme armata. Gneo Scipione vicino Ilorca perse e venne anch'esso ucciso, a nemmeno un mese di distanza dalla morte del fratello Publio.
Polibio racconta un episodio della sua vita, secondo il quale i comandanti cartaginesi, che pure avevano vinto il nemico romano, non furono capaci di dominare se stessi e cominciarono a litigare tra loro per quell'ambizione e avidità che era tipica di questo popolo. Uno di questi era Asdrubale, figlio di Giscone, il quale giunse ad un punto tali di avidità da tentare di riscuotere un'ingente somma di denaro dal re alleato degli Ilergeti, Andobale. Quest'ultimo rifiutandosi di pagare una tale somma, fu costretto a dare le proprie figlie in ostaggio.
Nel 207 a.C. Asdrubale era vicino a Gades nel sud della Penisola Iberica, dove si unì con Magone Barca. Nel 206 a.C. Asdrubale raccolse truppe fresche per aumentare il numero dei fanti a sua disposizione, che arrivarono a 70,000, e della cavalleria, 4,500 unità. I due condottieri attaccarono Publio Cornelio Scipione Africano, figlio di Publio Scipione, ma subirono una sconfitta nella Battaglia di Ilipa. Dovettero evacuare tutti i territori e rifugiarsi con le truppe superstiti a Cadice.
Asdrubale poi giunse in Nord Africa, dove venne convinto da Siface, re della tribù berbera dei Massesili, ad allearsi con lui contro Roma. Asdrubale offrì in matrimonio a Siface la sua bellissima figlia, Sofonisba. 
Quando Scipione giunse in Nord Africa nel 204 a.C. si trovò contro Asdrubale e Siface con un esercito formato da 80.000 fanti e 13.000 cavalieri. Mentre le trattative continuavano, una notte, l'esercito di Scipione e del suo nuovo alleato Massinissa si avvicinò di nascosto al campo cartaginese e numida e lo attaccò. Secondo Polibio 40.000 cartaginesi perirono in questa battaglia.
Siface e Asdrubale, insieme a 4.000 celtiberi, furono di nuovo sconfitti da Scipione e Massinissa nella Battaglia dei Campi Magni. Asdrubale ritornò a Cartagine, dove si suicidò nel 202 a.C. per non essere linciato dalla folla cartaginese.
Come generale, non era del livello dei fratelli Barcidi, sebbene Tito Livio lo descrivesse come "il migliore e il più distinto generale che ha prodotto questa guerra dopo i tre figli di Amilcare". In un altro passaggio Livio cita Fabio Massimo, che descrive Asdrubale come "un generale che mostrava la sua velocità soprattutto nella ritirata".